# Дзвони з темниці
«Дзвони з темниці» — антологія поезії політв'язнів. Видана 2003 за сприяння Тернопільської ОДА та облради.
Упорядник — Іван Гермаківський.
Поети:
- М. Потикевич-Заболотна,
- В. Конюн,
- 3. Сердюк,
- П. Середа,
- Д. Чернихівський.

У вересні 2003 репрезентована в обласному краєзнавчому музеї.